# Danh sách tập phim Inu Yasha (mùa 5)

Bìa của bộ đĩa DVD của loạt anime Inu Yasha mùa 5.

Mùa 5 của bộ phim hoạt hình anime Inu Yasha được phát sóng tại Nhật Bản trên kênh Animax từ ngày 19 tháng 5 năm 2003 tới ngày 19 tháng 1 năm 2004, với nội dung dựa trên bộ manga cùng tên của tác giả Takahashi Rumiko. Anime Inu Yasha được công ty Sunrise sản xuất và được đạo diễn bởi Aoki Yashunao.
Tại Bắc Mỹ, hãng Viz Media, một công ty con của Shogakukan, nắm bản quyền phát hành. Bản anime lồng tiếng Anh của mùa 1 được chiếu trên kênh Cartoon Network từ ngày 30 tháng 7 năm 2005 tới ngày 22 tháng 3 năm 2006, như một phần của chương trình Adult Swim. Các tập Anime Inu Yasha mùa 2 cũng được Viz phát hành trong bộ 9 đĩa DVD vào ngày 22 tháng 8 năm 2006
Có 4 bài hát chính được dùng trong mùa 5 này:
- Bài hát mở đầu Grip! thể hiện bởi Aikawa Nanase (tập 111-128).
- Bài hát mở đầu One Day, One Dream thể hiện bởi Tackey & Tsubasa (tập 129-138).
- Bài hát kết thúc Itazura na Kiss thể hiện bởi Every Little Thing (tập 111-127).
- Bài hát kết thúc Come thể hiện bởi Amuro Namie (tập 129-138).

## Danh sách các tập anime
| STT | Tên tập phim | Ngày phát sóng gốc        |
| --- | --- | ------------------------- |
| 111 | "Trận đánh lớn ! Man long đấu với Phong chi thương !" "Gekitotsu! Banryū vs Kaze no Kizu!" (激突！ 蛮竜VS風の傷！)                                | ngày 25 tháng 5 năm 2003  |
| Khuyển Dạ Xoa chạm mặt lần đầu với Man cốt, thủ lĩnh Thất nhân bang. Sau một hồi chạm kiếm ngắn, Thất nhân bang phải rút lui, nhưng Nhật Mộ Li nhận ra rằng phân thân con rối của Nại Lạc có thay đổi... | |                           |
| 112 | "Lênh đênh trên mặt hồ: Kết giới của hòn đảo thần thánh" "Komen ni Ukabu Hijiri Jima Kekkai" (湖面に浮かぶ聖島の結界)                             | ngày 26 tháng 5 năm 2003  |
| Một cậu bé cùng với gia đình nhờ nhóm của Khuyển Dạ Xoa tìm người cha đã mất tích khi đi đến ngôi miếu ở Thánh Đảo nằm giữa một chiếc hồ dầy đặc sương mù. Sau đó mọi người khám phá ra rằng kết giới ở đỉnh Bạch Linh sơn là nguồn cơn của việc này. | |                           |
| 113 | "Kim cương chử linh thiêng và sự thần bí của vị Phật sống" "Seinaru Dokko to Sokushinbutsu no Nazo" (聖なる独鈷と即身仏の謎)                      | ngày 2 tháng 6 năm 2003   |
| Sức mạnh kết giới của Bạch Tâm Thượng nhân khiến cho các yêu quái, bán yêu và... xác chết như Cương Nha, Sát Sinh Hoàn, Khuyển Dạ Xoa và Cát Cánh. Vậy là trong nhóm chỉ có San Hô và Di Lặc vào thăm dò đỉnh Bạch Linh Sơn, còn Nhật Mộ Li ở lại với các nhân vật còn lại. | |                           |
| 114 | "Trận chiến khó khăn của Cương Nha" "Kōga no Kokō Naru Tatakai" (鋼牙の孤高なる戦い)                                                              | ngày 9 tháng 6 năm 2003   |
| Trong khi San Hô và Di Lặc thăm dò đỉnh Bạch Linh Sơn, Khuyển Dạ Xoa, Nhật Mộ Li, Thất Bảo, Vân Mẫu đợi bên ngoài thì Cương Nha đang phải một mình chiến đấu với cuộc phục kích của Thất Nhân bang. | |                           |
| 115 | "Bị cám dỗ bởi luồng ánh sáng đen tối" "Suikomareru Kuroi Hikari" (吸い込まれる黒い光)                                                            | ngày 16 tháng 6 năm 2003  |
| Nhân cách tốt của Thủy Cốt lại bùng lên vừa đúng lúc anh đang tấn công Tiểu Linh, trong khi đó Sát Sinh Hoàn đang có một trận đánh với Xà Cốt. | |                           |
| 116 | "Bộ mặt thật" "Sarakedasareta Shinjitsu no Kao" (さらけだされた真実の顔)                                                                          | ngày 23 tháng 6 năm 2003  |
| Trong khi Xà Cốt và Thủy Cốt giao chiến với Sát Sinh Hoàn, Cát Cánh xuất hiện và thanh tẩy luồng tà khí của viên ngọc Tứ Hồn trong người Thủy Cốt. Thủy Cốt không còn bị nhân cách tà ác khống chế nữa và lúc này anh bộc lộ sự mâu thuẫn vốn có giữa hai nhân cách trong tâm hồn mình. | |                           |
| 117 | "Biến mất trong dòng sông lửa" "Honō no Kawa ni Kieta Aitsu" (炎の川に消えたアイツ)                                                               | ngày 30 tháng 6 năm 2003  |
| Phục hồi sau trận đánh với Cương Nha, Luyện Cốt quyết tâm báo thù cho cái chết của Ngân Cốt: anh chuẩn bị một khẩu pháo khủng khiếp nhằm tiêu diệt nhóm Khuyển Dạ Xoa. | |                           |
| 118 | "Chỗ tận cùng trong chỗ tận cùng của đỉnh Bạch Linh Sơn" "Hakureizan no Oku no Oku" (白霊山の奥の奥)                                              | ngày 7 tháng 7 năm 2003   |
| Khuyển Dạ Xoa tiến sâu vào đỉnh Bạch Linh Sơn để tìm San Hô và Di Lặc, nhưng kết quả là chạm trán phải Luyện Cốt và Xà Cốt. Trong khi đó, Di Lặc và San Hô đã lên đến đỉnh của Bạch Linh Sơn và họ phải đánh một trận kinh khủng với Thần Lạc cùng đám yêu quái của cô ta. | |                           |
| 119 | "Ác ý thiêng liêng của Thánh nhân" "Kōgōshii Akui no Seija" (神々しい悪意の聖者)                                                                  | ngày 14 tháng 7 năm 2003  |
| Di Lặc và San Hô phát hiện ra một ngôi miếu cổ ẩn giấu trong làn sương mù tại Bạch Linh Sơn. Và trong ngôi miếu chính là Bạch Tâm Thượng nhân, vị Phật sống đã tạo ra kết giới xung quanh đỉnh núi. Dù sau đó Di Lặc và San Hô đã cảnh báo về âm mưu của Nại Lạc lợi dụng kết giới của ông, Bạch Tâm Thượng nhân vẫn tiếp tục giữ kết giới này chống lại Di Lặc và San Hô. Không còn cách nào khác, hai người phải đánh bại Thượng nhân và phá hủy kết giới của ông, nhất là khi nó đang ức chế Phong chi thương - khiến cho Khuyển Dạ Xoa đang hết sức bất lợi khi đánh nhau với Xà Cốt. | |                           |
| 120 | "Vĩnh biệt: Bài hát cầu siêu cho Xà Cốt" "Sayonara Jakotsu no Chinkonka" (さよなら蛇骨の鎮魂歌)                                                   | ngày 28 tháng 7 năm 2003  |
| Khi yêu lực không còn bị trấn áp nữa, Khuyển Dạ Xoa đã dễ dàng đánh bại Xà Cốt. Trong khi đó Cát Cánh gặp Bạch Tâm Thượng nhân và thanh tẩy linh hồn ông ta. | |                           |
| 121 | "Quyết đấu ! Tối cường tối hậu Thất Nhân bang" "Kessen! Saikyō Saigo no Shichinintai" (決戦！ 最強最後の七人隊)                                   | ngày 4 tháng 8 năm 2003   |
| Sau khi đập tan âm mưu phản bội của Luyện Cốt và tiêu diệt y, Man Cốt chuyển sự chú ý của mình tới Khuyển Dạ Xoa. Trong lúc đó Di Lặc và San Hô khám phá ra bí ẩn khủng khiếp về mối liên hệ giữa Nại Lạc, Bạch Tâm Thượng nhân và đỉnh Bạch Linh Sơn. | |                           |
| 122 | "Sức mạnh của thanh Man Long: Trận tử đấu trên đỉnh Bạch Linh Sơn" "Kyōretsu Banryū Hakureizan no Shitō" (強烈蛮竜 白霊山の死闘)                  | ngày 11 tháng 8 năm 2003  |
| Khuyển Dạ Xoa gặp Man Cốt và đánh bại anh ta. Tuy nhiên đỉnh Bạch Linh Sơn nhanh chóng biến thành một vật thể sống khổng lồ. Cả nhóm Khuyển Dạ Xoa lúc này phải vật lộn với ngọn núi để tìm đường tụ họp lại với nhau. | |                           |
| 123 | "Từ bóng tối Nại Lạc sống lại" "Kurayami no Saki ni Shinsei Naraku" (暗闇の先に新生奈落)                                                          | ngày 18 tháng 8 năm 2003  |
| Nại Lạc hồi sinh tại đỉnh Bạch Linh Sơn và sau đó âm mưu tiêu diệt tất cả những kẻ thù của y tại đó. Trong khi đó Cát Cánh và Sát Sinh Hoàn trông thấy Vô Thần và Thần Lạc tẩu thoát khỏi Bạch Linh Sơn với một cái bọc kỳ lạ trong tay. | |                           |
| 124 | "Vĩnh biệt, Cát Cánh yêu dấu" "Saraba Itoshiki Kikyō yo" (さらば愛しき桔梗よ)                                                                     | ngày 25 tháng 8 năm 2003  |
| Trong khi nhóm Khuyển Dạ Xoa và Cương Nha đang tìm đường chạy thoát khỏi Bạch Linh Sơn, Nại Lạc đã tấn công và đánh bại Cát Cánh vì y không còn trái tim Nhện quỷ trong người nữa. | |                           |
| 125 | "Mảng tối trong tâm hồn A Li" "Kagome no Kokoro no Yami" (かごめの心の闇)                                                                         | ngày 9 tháng 1 năm 2003   |
| Khuyển Dạ Xoa nhận được thông tin về Cát Cánh và anh tức tốc chạy đi tìm cô, bỏ lại một Nhật Mộ Li buồn bã. Và Xích Tử, trái tim của Nại Lạc, lợi dụng sự buồn khổ trong tâm hồn A Li để điều khiển cô... | |                           |
| 126 | "Biến đau thương thành dũng khí" "Kokoro no Itami o Yūki ni Kaero" (心の痛みを勇気にかえろ)                                                       | ngày 8 tháng 9 năm 2003   |
| Nhật Mộ Li tuy vẫn bị khống chế nhưng đã kiên cường chống chịu, quyết không để sự ghen tuông với Cát Cánh khống chế mình. Vừa lúc đó, Khuyển Dạ Xoa kịp nhận ra rằng chính tình cảm của mình với Cát Cánh đang gây nguy hại cho A Li... | |                           |
| 127 | "Đừng có nấu ! Đám yêu quái cây khủng khiếp" "Nichadame! Kyōfu no Himono Yōkai" (煮ちゃダメ！ 恐怖の干物妖怪)                                     | ngày 15 tháng 9 năm 2003  |
| Nại Lạc đã thâu tóm gần hết số ngọc Tứ Hồn trong tay, nhưng có một mảnh ngọc mà y không thể tìm thấy ở bất cứ đâu trên thế giới này. Trong khi đó Nhật Mộ Li quay về thời hiện đại để nghỉ xả hơi, nhưng rốt cuộc cô lại bận bịu với việc tổ chức Lễ hội Văn hóa ở trường. | |                           |
| 128 | "Đám yêu quái cây và "trận chiến" khốc liệt tại Lễ hội Văn hóa" "Himono Yōkai to Gekitō Bunkasai" (干物妖怪と激闘文化祭)                          | ngày 13 tháng 10 năm 2003 |
| Ngày hội Văn hóa nhanh chóng trở thành một thảm họa với Nhật Mộ Li khi Khuyển Dạ Xoa xuất hiện và thông báo những thức ăn khô cô mang về chính là những yêu quái, và đám yêu quái sau khi bị kích hoạt đang quậy phá lung tung trong trường... | |                           |
| 129 | "Trư Cửu Giới và những cô dâu bị cưỡng đoạt" "Chokyukai to Ryakudatsusareta Hanayome" (猪九戒と略奪された花嫁)                                    | ngày 20 tháng 10 năm 2003 |
| Nhóm Khuyển Dạ Xoa nhận được lời kêu cứu từ một người dân về việc các cô gái trẻ đẹp trong làng họ đang bị một tên yêu quái bắt cóc bằng những chiếc vòng kim cô bằng vàng. Hóa ra tên yêu quái chính là hậu duệ của anh chàng Trư Bát Giới háo sắc... | |                           |
| 130 | "Tuyệt chiêu mới của Thất Bảo, Tâm chi thương !" "Hoero Shippō Ōgi Kokoro no Kizu" (吠えろ七宝奥義 心の傷！)                                      | ngày 27 tháng 10 năm 2003 |
| Vài chú hồ ly tinh nhỏ tuổi đang tìm cha mẹ trông thấy Khuyển Dạ Xoa dùng Phong chi thương tiêu diệt yêu quái, nhưng lại tưởng lầm là Thất Bảo. Thế là họ vây quanh Thất Bảo nhờ cậu giúp tiêu diệt một tên yêu quái, đồng thời để chứng minh "bản lĩnh" của một yêu quái đàn anh, Thất Bảo đã phải chọc tức "người thương" mới nhất của mình, Thủy Nguyệt. | |                           |
| 131 | "Bùa chú của bức tranh Phật Quan Âm" "Kannon Kakejiku Noroi no Wana" (観音掛け軸 呪いの罠)                                                        | ngày 3 tháng 11 năm 2003  |
| Nhóm Khuyển Dạ Xoa giúp một người lính giải ngũ tìm vợ mình, và sau đó mọi người dần tìm đến một ngôi làng chỉ gồm toàn những phụ nữ mất người thân do chiến tranh. Tất nhiên đó là cơ hội để Di Lặc pháp sư tán tỉnh các cô gái, và khiến San Hô ghen đến mức phải bám theo canh chừng. Tuy nhiên, lúc bám theo như vậy San Hô đã rơi vào cái bẫy của người làng, vốn bị một yêu quái khống chế. | |                           |
| 132 | "Lời tỏ tình nguy hiểm nhất đối với Di Lặc pháp sư" "Miroku Hōshi no Mottomo Kiken na Kokuhaku" (弥勒法師の最も危険な告白)                        | ngày 10 tháng 11 năm 2003 |
| Di Lặc lúc này phải giải cứu San Hô, đúng hơn là phải đấu với San Hô đang bị điều khiển bởi một quả trứng yêu quái. Phải nói San Hô là một đối thủ khó chịu, nhưng trong trận đấu này Di Lặc chợt nhận ra San Hô quan trọng như thế nào đối với mình... | |                           |
| 133 | "Khuyển Dạ Xoa đặc biệt: Người phụ nữ thầm yêu Sát Sinh Hoàn (phần đầu)" "Sesshōmaru o Aishita Onna (Zenpen)" (犬夜叉スペシャル 殺生丸を愛した女) | ngày 24 tháng 11 năm 2003 |
| Sa La, con gái của một lãnh chúa phong kiến, vì yêu thầm Sát Sinh Hoàn nên cô đã không từ thủ đoạn nào cướp đoạt Thiết Toái nha dâng cho người mình yêu. Tuy nhiên, nhóm của Khuyển Dạ Xoa nghi ngờ cô đang bị khống chế bởi một yêu quái... | |                           |
| 134 | "Khuyển Dạ Xoa đặc biệt: Người phụ nữ thầm yêu Sát Sinh Hoàn (phần cuối)" "Sesshōmaru o Aishita Onna (Kōhen)" (犬夜叉スペシャル 殺生丸を愛した女) | ngày 24 tháng 11 năm 2003 |
| Cuối cùng Khuyển Dạ Xoa và Sát Sinh Hoàn khám phá ra bí mật của Sa La: vì tình yêu dành cho Sát Sinh Hoàn, trước khi chết cô đã tự nguyện hiến linh hồn mình cho một yêu quái để có sức mạnh hoàn thành "ước mơ" của người mình yêu. Lúc này hai anh em nhà cẩu phải phối hợp với nhau đánh bại tên yêu quái, giải phóng cho Sa La. | |                           |
| 135 | "Bữa tiệc cuối cùng của Sự phụ của Di Lặc" "Miroku no Shishō Saigo no Utage" (弥勒の師匠最後の宴)                                                 | ngày 1 tháng 12 năm 2003  |
| Di Lặc pháp sư bắt đầu lo lắng cho tính mạng của sư phụ Vô Tâm khi thấy nhiều pháp sư và đạo sĩ bị giết, nhất là khi Vô Tâm bị thương nặng vì một lý do hết sức bí ẩn. Khi Vô Tâm nói mình không qua khỏi, Di Lặc sẵn sàng làm bất cứ việc gì mà thầy mình yêu cầu... cho đến khi mọi người khám phá ra lý do Vô Tâm bị thương. | |                           |
| 136 | "Yêu quái tàng hình kỳ quái xuất hiện !" "Kaikitōmei Yōkai Arawaru Arawaru!" (怪奇透明妖怪現る現る！)                                             | ngày 8 tháng 12 năm 2003  |
| Haori, bà lão trừ tà kỳ cục lại xuất hiện và nhờ nhóm Khuyển Dạ Xoa giúp đỡ tiêu diệt một tên yêu quái tàng hình. | |                           |
| 137 | "Vị tổ tiên tên là A Li" "Gosenzo-sama no Namae wa Kagome" (ご先祖の名はかごめ)                                                                   | ngày 12 tháng 1 năm 2004  |
| Bắc Điều cho Nhật Mộ Li xem một điều kỳ lạ trong gia phả của anh: một người tổ tiên của Bắc Điều sống trong thời Chiến Quốc trùng tên với A Li. Trong khi Nhật Mộ Li đang băn khoăn với tin này, thì vị tổ tiên của Bắc Điều, Akitoki xuất hiện nhờ nhóm Khuyển Dạ Xoa giúp đỡ trong việc phong ấn một cây thương mang đầy yêu lực. | |                           |
| 138 | "Một "núi" yêu quái: cuộc chiến sinh tồn của bộ đôi" "Yōkai Sanga Futari no Sabaibaru" (妖怪山河ふたりのサバイバル)                               | ngày 19 tháng 1 năn 2004  |
| Nhật Mộ li và vị tổ của Bắc Điều buộc phải tách khỏi những người còn lại khi họ đang chiến đấu chống lại bốn tên yêu quái đang nhăm nhe đoạt lấy cây thương cho chủ nhân của mình, Tinh Ám. | |                           |